# Dračský záliv

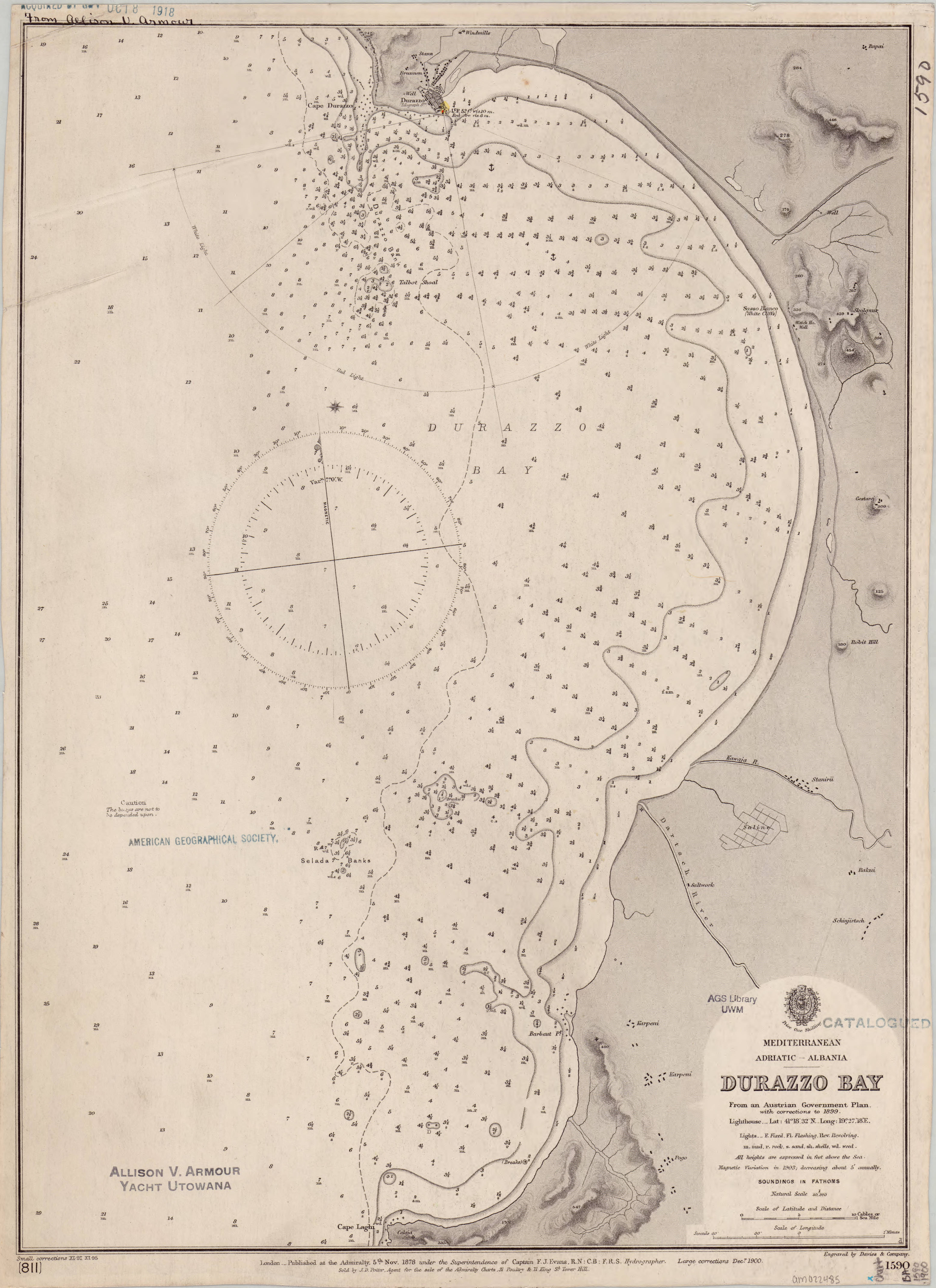
Mapa zálivu z roku 1878

Dračský záliv (albánsky Gjiri i Durrësit) se nachází na albánském pobřeží Jaderského moře, v blízkosti přístavního města Drač. Rozvoj samotného města jako významného albánského přístavu byl umožněn přímo existencí přístavu, který tvoří přirozenou bariéru před mořskými proudy. 
Záliv má přibližné rozměry 5 × 11 km. Na severu ji vymezuje město Drač, na východě resort Golem s dlouhou písečnou pláží a na jihovýchodě město Kavajë. Ze západní strany je otevřená k Jaderskému moři.
Záliv je atraktivní především jako turistická destinace, resp. jako přímořský resort. Délka pobřeží činí celkem 35 km. Pláž okolo zálivu se nachází hlavně z východní a jihovýchodní strany; je zde jemný písek s malými zrny, pláže mají šířku od 150 do 180 m. Někde se nacházejí i menší písečné duny. Podél pláže se nachází i úzký pás borovicového lesa. 
V zátoce se nachází díky dlouhým dějinám města Drače a jeho významu jako přístavu i značné množství potopených lodí. V roce 2013 byl v zálivu objeven vrak lodi z 3. či 4. století.